# A Baronesa Transviada
A Baronesa Transviada é um filme brasileiro de 1957, distribuído pelo Cinedistri, do gênero comédia, dirigido por Watson Macedo.

## Sinopse
Gonçalina, uma pobre manicure, fica sabendo pelos jornais que pode ser a filha desaparecida de uma rica baronesa. Vai para o castelo da milionária, onde se confirma a identidade. Depois se fica sabendo que os parentes da baronesa, que moram também no castelo, foram quem a jogaram em uma lata de lixo quando Gonçalina ainda era bebê.[carece de fontes?] Eles queriam herdar a fortuna que agora, com o reaparecimento da filha, não conseguirão. Mas vão tentar novamente. A baronesa morre e Gonçalina assume a fortuna, tratando sem demora de investir em seu grande sonho: produzir um filme.

## Elenco
Elenco de A Baronesa Transviada:
| Ator                 | Personagem               |
| -------------------- | ------------------------ |
| Dercy Gonçalves      | Gonçalina / Baronesa     |
| Humberto Catalano    | Ambrósio Bezerra         |
| Grande Otelo         | Benedito                 |
| Edayr Badaró         | Neco                     |
| Zaquia Jorge         | Suely Borel              |
| Otello Zeloni        | Guillermo Masseratti     |
| Bill Farr            | Eduardo                  |
| Aida Campos          | Marisa                   |
| Rosa Sandrini        | Celina                   |
| Francisco Dantas     | Juvaldo                  |
| Lourdes Bergman      | Zuleika                  |
| Domingos Terra       | Claudionor               |
| Armando Nascimento   | Médico                   |
| Apolo Correia        | Sinval                   |
| Renato Consorte      | Advogado                 |
| Vicente Marchelli    | Francisco                |
| Silvio Junior        | assistente do Diretor    |
| Tiririca             | Otoniel                  |
| Antônio Nobre        | " O especialista local " |
| Helena Martins       | Mulher da fila           |
| Átila Iório          | amante no filme          |
| Lindberg Leite       | Penhora                  |
| Francisco Martorelli | Mordomo                  |
| Álvaro Costa         | Guarda                   |
| J. Viana             | Guarda                   |
| Francisco Siciliano  | Guarda                   |
| Pedro Farah          | repórter                 |
| Luiz Almeida         | Policial                 |
| Ventura Ferreira     | Policial                 |
| Guilhermo Natalice   | Marido no filme          |
| Marly Almeida        | Manicure                 |
| Arly Roncatto        | eletricista de estúdio   |